# 东北林业大学
东北林业大学简称东林、东北林大，东北林业大学是一所以林科为优势、林业工程为特色的多学科协调发展的高等学校，创立于1952年，是在浙江大学农学院森林系和东北农学院森林系基础上建立的，是中华人民共和国教育部直属、教育部与国家林业局，教育部与黑龙江省重点共建的全国重点大学，也是国家“211工程”和985优势学科创新平台项目重点建设高校，目前为中华人民共和国规模最大的林业大学，同时也是中国林业高校中拥有国家重点学科数最多的大学，并且拥有中国林业行业唯一的一个国家重点实验室（即东北林业大学林木遗传育种国家重点实验室）。

## 学校简介

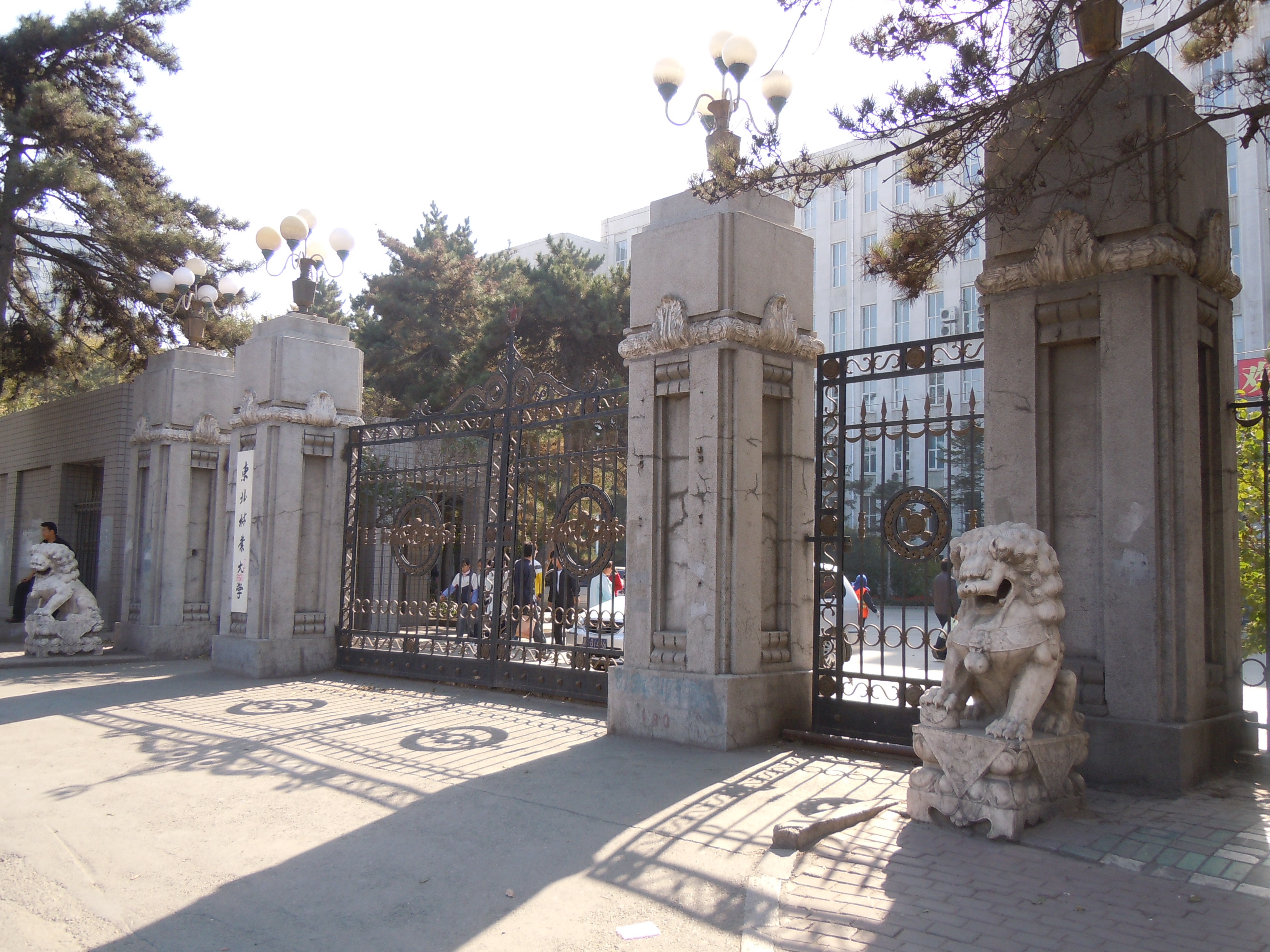
学校正门

东北林业大学创建于1952年，1954年开始招收研究生，1981年被国务院批准为首批博士、硕士授予单位。是在浙江大学农学院森林系和东北农学院森林系基础上建立的。1985年东北林学院更名为东北林业大学。东北林业大学是中华人民共和国教育部直属的重点高等学校，是国家“ 211 工程”和优势学科创新平台项目重点建设高校。2007年教育部本科评估优秀高校。
学校地处中国最大国有林区的中心地带——黑龙江省哈尔滨市香坊区（原动力区）。校园占地百余公顷，并拥有帽儿山国家森林公园、凉水国家级自然保护区和哈尔滨城市林业示范基地等三个教学、科研、实习基地，总面积达3万3千多公顷，是中国面积第二大的大学，但实际用地面积小，人口密度大。林业大学2007年新增加图书馆B楼后，成为黑龙江省藏书最多，建筑面积最大的双子图书馆。并且建有黑龙江省内最大、最先进的体育馆以及游泳馆。
近年来，东北林业大学申请、中标国家自然科学基金的项目持续增长，2010年中标项目数量和获得资助金额都实现了新的突破，在中国林业院校中位居首位。

## 科研概况

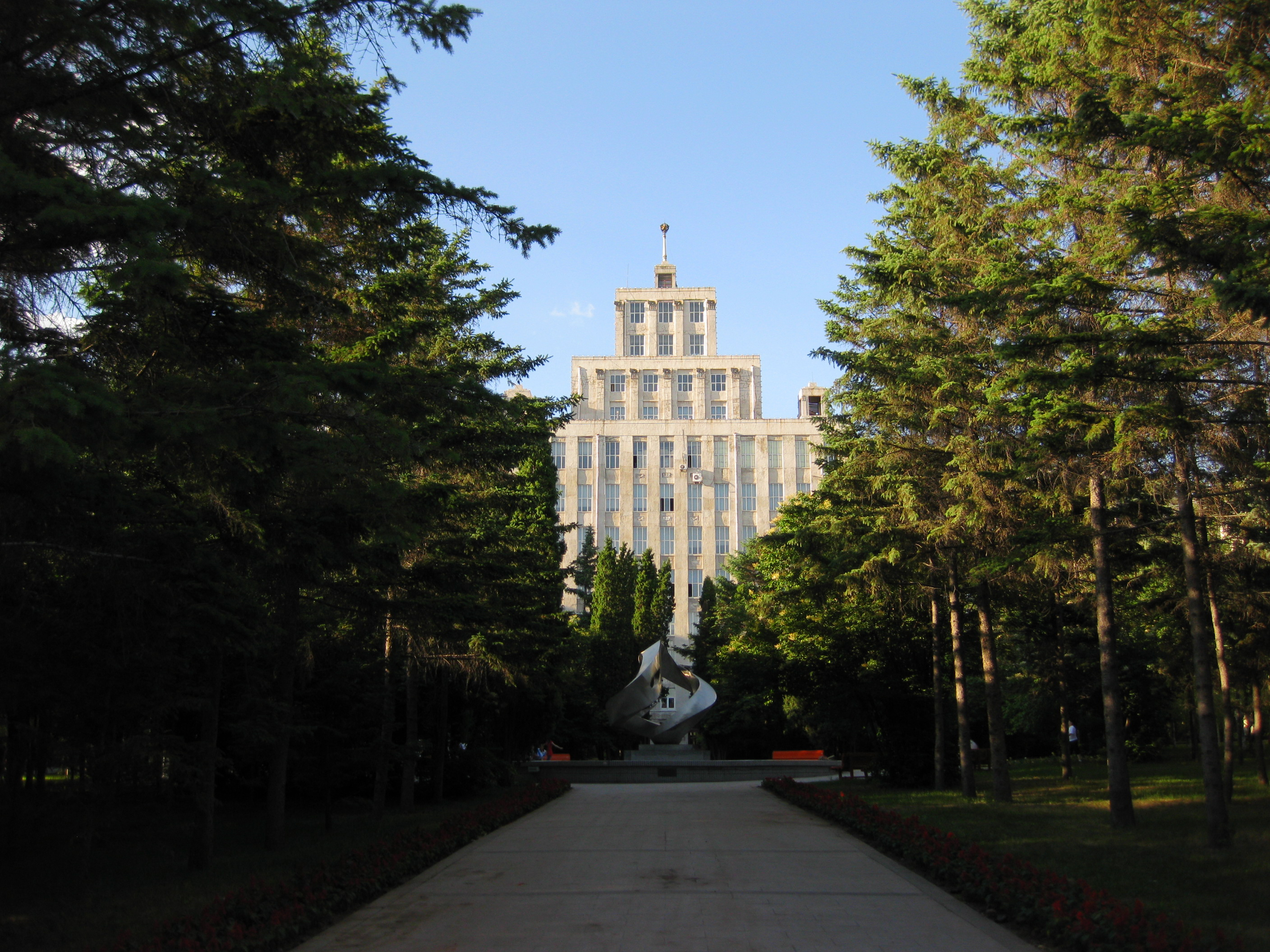
学校主楼

学校是一所以林学为优势，以生命科学为特色，农、理、工、经、管、文、法相结合的多科性全国重点大学。学校始终致力于培养高素质创新型人才，形成了博士后、博士、硕士、本科以及成人教育完备的人才培养体系。学校现有9个博士后科研流动站、8个一级学科博士点、51个二级学科博士点、27个一级学科硕士点、135个二级学科硕士点、10个种类28个领域的专业学位硕士点和61个本科专业。
学校拥有2个一级学科国家重点学科（涵盖10个二级学科）、2个二级学科国家重点学科、6个国家林业局重点学科、2个黑龙江省重点学科群、4个黑龙江省重点一级学科和15个黑龙江省重点二级学科，有国家计委、财政部和教育部联合批准的国家生命科学与技术人才培养基地、教育部批准的国家理科基础科学研究和教学人才培养基地（生物学），有1个国家野外科学观测重点台站（即帽儿山森林生态系统定位站）；有森林植物生态学、生物质材料科学与技术、林木遗传育种与生物技术3个已建成教育部重点实验室，2009年底“东北油田盐碱植被恢复与重建”实验室获得批准立项建设，成为东北林大第4个获得批准建设的教育部重点实验室。木材科学与工程等4个国家林业局重点实验室；有东北林业大学大庆生物技术研究院、植物资源生态与分子工程研究院等49个研究机构。学校的木材科学与技术学科现已设置“长江学者”特聘教授岗位，经“长江学者奖励计划”专家评审委员会审定，学校的植物学学科获准设置特聘教授岗位，学校的职业技术学院被列为国家高等职业技术教育示范基地。2011年，东北林业大学林木遗传育种国家重点实验室获批立项建设，成为中国林业行业首个国家重点实验室。

## 教学科研

### 师生简介
学校现有研究生、全日制本科生2.6万余人，其中本科生19463人、研究生6934人。自建校以来，已向国家输送毕业生近18万人。现有教职员工近2300人，其中专任教师近1300人。有中国工程院院士2人，“长江学者”特聘教授5人、青年学者3人，国家杰出青年基金获得者2人，国家优秀青年科学基金获得者5人，全国“百千万人才工程”人选3人，新世纪“百千万工程”人选3人，“万人计划”科技创新领军人才2人、教学名师1人、青年拔尖人才1人，“青年人才托举工程”入选者7人，“新世纪优秀人才支持计划”入选者25人。享受国务院政府特殊津贴专家27人，国家有突出贡献中青年专家2人，省部级有突出贡献中青年专家11人，“龙江学者”特聘教授11人、青年学者6人，有教育部“长江学者和创新团队发展计划”创新团队2个，首批全国高校黄大年式教师团队1个。近年来，有国家教学名师奖获得者2人，全国优秀教师5人，全国模范教师1人，全国林业和草原教学名师3人，省级教学名师奖获得者14人，省级优秀教师8人次，黑龙江省青年五四奖章获得者3人，全国“工人先锋号”获得者1个团队，全国“五一”劳动奖章获得者2人，全国“五一”巾帼标兵1人。

### 重点学科
学校现设有研究生院、19个学院和1个教学部，有68个本科专业、19个国家级一流本科专业建设点，8个一级学科博士点，21个一级学科硕士点，17个类别的专业学位硕士点，9个博士后科研流动站，1个博士后科研工作站。拥有林业工程、林学2个世界一流建设学科，生物学、生态学、风景园林、农林经济管理4个国内一流建设学科，3个一级学科国家重点学科、11个二级学科国家重点学科、6个国家林草局重点学科、2个国家林草局重点（培育）学科、1个黑龙江省重点学科群、7个黑龙江省重点一级学科。有4个黑龙江省领军人才梯队、4个黑龙江省“头雁”团队。有国家发改委和教育部联合批准的国家生命科学与技术人才培养基地、教育部批准的国家理科基础科学研究和教学人才培养基地（生物学），是国家教育体制改革试点学校，国家级卓越工程师和卓越农林人才教育培养计划项目试点学校，教育部深化创新创业教育示范高校，全国高校实践育人创新创业基地。学校现有植物学与动物学、农业科学、化学、材料科学、工程学等5个学科进入ESI全球排名1%。
- 国家重点学科：

一级学科国家重点学科：
林学：林木遗传育种、森林培育、森林保护学、森林经理学、野生动植物保护与利用、园林植物与观赏园艺、水土保持与荒漠化防治
林业工程：森林工程、木材科学与技术、林产化学加工工程
二级学科国家重点学科：
植物学、生态学
- 国家林业局重点学科：

林木遗传育种、森林培育、森林经理学、园林植物与观赏园艺、林产化学加工工程、林业经济管理、环境与资源保护法学
- 黑龙江省重点学科

省重点学科群：林学、生物质材料科学与技术	 
省重点一级学科：生物学、林学、林业工程、农林经济管理、土木工程（2010年教育部学科评估优秀学科，卓越工程师计划学科）。
省重点二级学科：人口资源与环境经济学、高分子化学与物理、细胞生物学、生物化学与分子生物学、计算机应用技术、林产化学加工工程、生物材料工程、林木遗传育种、森林培育、森林经理学
园林植物与观赏园艺、水土保持与荒漠化防治、生药学、企业管理、会计学、建筑工程、道路与桥梁工程。

### 国家重点实验室
- 林木遗传育种国家重点实验室

### 教育部重点实验室
- 森林植物生态学重点实验室

林业部唯一的森林植物生态学（国家教委）开放研究实验室。该实验室瞄准学术研究前沿领域和生产实践，注重宏观与微观领域内相互渗透，在森林檀物群落生态学，淼林植物生殖生态学，森林植物遗传生态学，非线性森林生态学模型等研究方面推动了学科创新。实验室拥有各类精密仪器66台（件），总价值1200多万元。实验室面对社会，实行"开放 流动 联合"新的科学研究运行机制。
- 生物质材料科学与技术重点实验室
- 东北盐碱植被恢复与重建重点实验室
- 森林生态系统可持续经营重点实验室

### 国家林业局重点实验室
- 木材科学与工程重点实验室
- 东北森林资源培育重点实验室
- 森林病虫害生物学重点实验室
- 野生动物保护生物学重点实验室

### 黑龙江省重点实验室
- 林木遗传育种重点实验室
- 木质资源材料科学与技术重点实验室

### 黑龙江省教育厅重点实验室
- 林木遗传育种重点实验室
- 野生动物保护学重点实验室
- 东北森林资源培育重点实验室
- 森林保护重点实验室
- 林产化学工程重点实验室
- 高分子新材料重点实验室
- 黑龙江省植物药重点实验室

### 黑龙江省普通高校人文社会科学重点研究基地（教育厅）
- 东北林业大学经济研究所

## 教学基地
- 帽儿山国家森林公园：以原生林为主要特征的位于长白山系张广才岭的帽儿山实验林场，面积26400公顷，为国家级森林公园，场区内主要植被为东北东部山地典型天然次生林及以针叶树为主的人工林。经过40多年的科学经营，现已成为中国林业建设可持续发展战略目标的经营示范模式林汤，为学校的教学和科学研究做作了重要的贡献。
- 凉水国家级自然保护区：位于小兴安岭达里岭支脉的凉水实验林场，面积6394公顷，为林业部自然保护区，保存了东北东部山区最为完整而典型的地带性顶极植被，是珍贵的自然资源遗产。是集资源保护、科学研究、教学实习、科学考察、森林旅游和多种经营为一体的综合性科学实验基地，也是中国红松林研究的最重要基地之一。
- 哈尔滨城市林业示范基地

## 院系设置
- 林学院[6]
- 野生动物与自然保护地学院[7]
- 生命科学学院[8]
- 理学院[9]
- 机电工程学院[10]
- 园林学院[11]
- 材料科学与工程学院[12]
- 土木与交通学院[13]
- 外国语学院[14]
- 文法学院[15]
- 计算机与控制工程学院[16]
- 经济管理学院[17]
- 奥林学院[18]
- 家具与艺术设计学院[19]
- 化学化工与资源利用学院[20]

## 历任领导
| 序号 | 名称           | 任期及职位                                                                                              |
| ---- | -------------- | --- |
| 1    | 刘成栋（刘达） | 院长：1952-1963 党委书记：1953-1954，1958-1960                                                          |
| 2    | 王禹明         | 副院长：1952-1963 党委副书记：1953-1954 党委书记：1953-1954 党委第二书记：1958-1960 党委书记：1960-1966 |
| 3    | 张恒轩         | 党委书记：1975-1977                                                                                     |
| 4    | 王若平         | 副院长：1958-1963 党委副书记：1958-1963 党委书记： 1977-1980                                            |
| 5    | 丁以           | 党委副书记：1980-1981 党委书记：1981-1983                                                               |
| 6    | 杨衔晋         | 副院长：1961-1966 院长：1979-1983                                                                       |
| 7    | 王世林         | 副院长：1980-1983 党委副书记：1979-1983 党委书记：1984-1988                                             |
| 8    | 修国瀚         | 副院长：1980-1983 党委副书记：1983-1989 院长：1983-1985 校长：1985-1989                                 |
| 9    | 朱国玺         | 副院长：1983-1985 副校长：1985-1990 校长：1990-1995 党委副书记：1990-1995                               |
| 10   | 李希明         | 党委副书记：1984-1991 党委书记：1991-1998                                                               |
| 11   | 李 坚          | 副校长：1991-1995 代理校长：1995-1996校长：1996-2007 党委副书记：1998-2001                              |
| 12   | 王学全         | 党委副书记：1998-1999 党委书记： 1999-2010                                                              |
| 13   | 杨传平         | 副校长：1995-2001 常务副校长：2002-2007 校长：2007-2017                                                 |
| 14   | 吴国春         | 纪委书记：1998-2001 党委副书记，纪委书记：2001-2007 副校长：2007-2010 党委书记：2010-2017               |
| 15   | 李 斌          | 校长：2017-2023 党委副书记： 2017-2023                                                                  |
| 16   | 张志坤         | 党委书记：2017--2025年1月                                                                               |
| 17   | 宋文龙         | 校长：2023年02月-至今 党委副书记：2023年02月-至今                                                       |
| 18   | 孙猛           | 党委书记：2025年1月-至今                                                                                |

## 杰出校友
- 马建章 中国工程院院士 野生动物学专家
- 李坚   中国工程院院士 知名木材科学家 东北林业大学前校长
- 万钢   十二届全国政协副主席，致公党中央主席，科学技术部部长
- 张毅 国务院国资委党委书记、主任